# Americas Rugby Championship 2019
El Americas Rugby Championship de 2019 fue la novena edición del torneo de rugby y la cuarta con formato similar al del Seis Naciones europeo. El torneo se disputó entre el 2 de febrero y el 9 de marzo de 2019.
En esta edición el ganador fue Argentina XV que ganó todos sus partidos con puntos bonus.

## Equipos participantes
- Argentina XV (Pumas XV)
- Selección de rugby de Brasil (Los Tupís)
- Selección de rugby de Canadá (Los Canucks)
- Selección de rugby de Chile (Los Cóndores)
- Selección de rugby de Estados Unidos (Las Águilas)
- Selección de rugby de Uruguay (Los Teros)

## Posiciones
| Pos. | País           | Encuentros | Encuentros | Encuentros | Encuentros | Tantos  | Tantos    | Tantos     | Tries | Puntos Bonus | Puntos |
| Pos. | País           | jugados    | ganados    | empatados  | perdidos   | a favor | en contra | diferencia | Tries | Puntos Bonus | Puntos |
| --- | -------------- | ---------- | ---------- | ---------- | ---------- | ------- | --------- | ---------- | ----- | ------------ | ------ |
| 1 | Argentina XV   | 5          | 5          | 0          | 0          | 258     | 60        | + 198      | 38    | 5            | 25     |
| 2 | Uruguay        | 5          | 4          | 0          | 1          | 124     | 102       | + 22       | 16    | 2            | 18     |
| 3 | Estados Unidos | 5          | 3          | 0          | 2          | 173     | 138       | + 35       | 25    | 5            | 17     |
| 4 | Brasil         | 5          | 2          | 0          | 3          | 84      | 149       | - 65       | 6     | 1            | 9      |
| 5 | Canadá         | 5          | 1          | 0          | 4          | 131     | 107       | + 24       | 16    | 3            | 7      |
| 6 | Chile          | 5          | 0          | 0          | 5          | 33      | 247       | - 214      | 4     | 1            | 1      |
| Fuente: ARC2019 Archivado el 10 de marzo de 2019 en Wayback Machine. (actualizado al 10 de marzo de 2019) |                |            |            |            |            |         |           |            |       |              |        |

Nota: Se otorgan 4 puntos al equipo que gane un partido, 2 al que empate y 0 al que pierda
Puntos Bonus: 1 punto por convertir 4 tries o más en un partido (BO) y 1 al equipo que pierda por no más de 7 tantos de diferencia (BD).

## Resultados
Todos los horarios corresponden a la hora local

### Primera fecha
| 2 de febrero, 15:00 | Chile | 8 - 71 BO | Estados Unidos | Estadio Santiago Bueras, Santiago, Chile |                              |
|                     |       | Reporte   |                | Árbitro(s): Damián Schneider             | Árbitro(s): Damián Schneider |

| 2 de febrero, 17:00 | Argentina XV | BO 54 - 3 | Brasil | Neuquén Rugby Club, Neuquén, Argentina |                            |
|                     |              | Reporte   |        | Árbitro(s): Joaquín Montes             | Árbitro(s): Joaquín Montes |

| 2 de febrero, 21:40 | Uruguay | 20 - 17 BD | Canadá | Estadio Charrúa, Montevideo, Uruguay |                              |
|                     |         | Reporte    |        | Árbitro(s): Federico Anselmi         | Árbitro(s): Federico Anselmi |

### Segunda fecha
| 8 de febrero, 20:10 | Uruguay | 20 - 5  | Chile | Estadio Charrúa, Montevideo, Uruguay |                              |
|                     |         | Reporte |       | Árbitro(s): Federico Anselmi         | Árbitro(s): Federico Anselmi |

| 9 de febrero, 17:00 | Argentina XV | BO 45 - 14 | Estados Unidos | Marabunta Rugby Club, Cipolletti, Argentina |                                |
|                     |              | Reporte    |                | Árbitro(s): Francisco González              | Árbitro(s): Francisco González |

| 9 de febrero, 20:15 | Brasil | 18 - 10 | Canadá | Estádio Martins Pereira, São José dos Campos, Brasil |                          |
|                     |        | Reporte |        | Árbitro(s): Frank Méndez                             | Árbitro(s): Frank Méndez |

### Tercera fecha
| 22 de febrero, 19:10 | Canadá | BO 56 - 0 | Chile | Westhills Stadium, Langford, Canadá |  |
|                      |        | Reporte   |       |                                     |  |

| 23 de febrero, 11:40 | Argentina XV | BO 35 - 10 | Uruguay | Estadio José Amalfitani, Buenos Aires, Argentina |  |
|                      |              | Reporte    |         |                                                  |  |

| 23 de febrero, 19:10 | Estados Unidos | BO 33 - 28 BD | Brasil | Dell Diamond Stadium, Austin, Estados Unidos |  |
|                      |                | Reporte       |        |                                              |  |

### Cuarta fecha
| 1 de marzo, 19:10 | Canadá | 23 - 39 BO | Argentina XV | Westhills Stadium, Langford, Canadá |  |
|                   |        | Reporte    |              |                                     |  |

| 2 de marzo, 18:10 | Brasil | 15 - 10 BD | Chile | Estádio Jayme Cintra, Jundial, Brasil |  |
|                   |        | Reporte    |       |                                       |  |

| 2 de marzo, 19:10 | Estados Unidos | BO BD 25 - 32 BO | Uruguay | Starfire Sports, Seattle, Estados Unidos |  |
|                   |                | Reporte          |         |                                          |  |

### Quinta fecha
| 8 de marzo, 19:10 | Estados Unidos | BO 30 - 25 BD | Canadá | Starfire Sports, Seattle, Estados Unidos |  |
|                   |                | Reporte       |        |                                          |  |

| 9 de marzo, 17:00 | Chile | 10 - 85 BO | Argentina XV | Estadio Santiago Bueras, Santiago, Chile |  |
|                   |       | Reporte    |              |                                          |  |

| 9 de marzo, 19:15 | Uruguay | BO 42 - 20 | Brasil | Estadio Charrúa, Montevideo, Uruguay |  |
|                   |         | Reporte    |        |                                      |  |

| Bandera de Argentina |
| Campeón Argentina XV |
| Séptimo título       |